# 汤姆·蒂勒松
汤姆·蒂勒松（瑞典語：Tom Turesson，1942年5月17日—2004年12月13日），瑞典男子足球运动员，司职前锋，1962年完成国家队首秀。他曾代表瑞典国家队参加1970年国际足联世界杯，结果队伍止步小组赛阶段。